# Siphonodon
Siphonodon é um género botânico pertencente à família Celastraceae.

## Espécies
- Siphonodon annamensis